# Fondo de Estabilización Fiscal
Der Fondo de Estabilización Fiscal (FEF) (deutsch: Fiskalstabilisierungsfonds englisch:  Peru Fiscal Stabilization Fund) wurde 1999 aufgelegt. Der Staatsfonds von Peru soll in Zeiten hohen Wirtschaftswachstums überschüssige Einnahmen akkumulieren, um Konjunkturabschwünge abzufedern. Bis Ende 2019 verfügte der Fonds über 5,4 Milliarden US-Dollar, sank jedoch bis Ende des Haushaltsjahres 2020 auf 1 Million US-Dollar. Dies ist auf eine hohe Ausschüttung zur Finanzierung der COVID-19-Nothilfe zurückzuführen. Er wird von der Zentralbank von Peru verwaltet.

## Geschichte
Im Rahmen des ersten makrofiskalischen Rahmens Perus durch das Gesetz für Haushaltskonkurrenz und Transparenz wurde der Fondo de Estabilización Fiscal um Überschüsse aus Rohstoffvorkommen zukunftsgerichtet zu investieren und für Preisschwankungen gewappnet zu sein eingerichtet.
2014 erreichte das verwaltete Vermögen des Fonds die Marke von 9,1 Milliarden USD.
Der FEF gilt als positives Beispiel für Südamerikanische Staatsfonds und einen souveränen Umgang mit Überschüssen aus Rohstoffen.
Im Jahr 2022 gab das Finanzministerium offiziell seine Absicht bekannt, dem FEF über 4,56 Mrd. USD zuzuweisen. Die Mittel, die etwa 2 % des BIP entsprechen, sollten zu einem nicht näher festgelegten Zeitpunkt im ersten Quartal 2022 eingezahlt werden.
Diese Einzahlung sollte den FEF wieder auf das Niveau vor COVID-19 bringen. Die FEF-Mittel wurden in den Jahren 2020 und 2021 fast vollständig aufgebraucht, um Ressourcen zur Bewältigung der wirtschaftlichen Auswirkungen der COVID-19-Pandemie und der damit verbundenen Lockdowns und Mobilitätseinschränkungen bereitzustellen.
Die Regierung überlegt außerdem, einen weiteren Fonds aufzulegen, der durch neue Minen und Rohstoffexploration Konjunktur und Preisschwankungen ausgleichen soll.